# Nurabad
Nūrābād (farsi نورآباد) è il capoluogo dello shahrestān di Mamasani, circoscrizione Centrale, nella provincia di Fars. Aveva, nel 2006, una popolazione di 51.668 abitanti.